# Рандал Дук Ким
Рандал Дук Ким (енгл. Randall Duk Kim, кореј. 김덕문; Jeonju, 24. септембар 1943) амерички је глумац азијског поријекла.

## Каријера
Већи дио каријере је провео у позоришту и био је један од оснивача позоришта „American Players Theatre“ у Висконсину. Био је и један од првих Американаца азијског поријекла који је играо једну од главних улога у америчкој изведби неког Шекспировог дјела. Играо је главну улогу у представи „Перикле“ у Њујоршком јавном позоришту (енгл. New York Public Theater) из 1974. године.
У новије вријеме, Рандал Дук Ким је играо Кључара у другој епизоди филма „Матрикс“, „The Matrix Reloaded“, из 2003. и позајмио глас Великом мајстору Угвеју у цртаном филму „Кунг фу панда“ из 2008. Најављено је да ће играти Дједа Гохана у филмској верзији цртаног филма „Змајева кугла“ 2009.

### Филмске улоге
Слиједи цјелокупан списак Кимових улога у различитим филмским остварењима:
| Година | Продукција                                                                          | Филм                                    | Улога                               |
| ------ | ----------------------------------------------------------------------------------- | --------------------------------------- | ----------------------------------- |
| 2009   | Браћа Ворнер                                                                        | „“                                      | Мајстор за тетоваже                 |
| 2009   |                                                                                     | „Змајева кугла“                         | Дјед Гохан                          |
| 2008   | Дримверкс анимејшн                                                                  | „Кунг фу панда“                         | Угвеј (глас)                        |
| 2007   |                                                                                     | „“                                      | Г. Ханг                             |
| 2006   |                                                                                     | „“                                      | Тетка Јага, пословођа и луди старац |
| 2006   |                                                                                     | Серија „Лопов“ (3 епизоде)              | Ујка Лао                            |
| 2005   | и                                                                                   | „Мемоари једне гејше“                   | Др Краб                             |
| 2004   | Волт Дизни пикчерс                                                                  | „Мулан“ (посебно издање на видео-диску) | Наратор (глас)                      |
| 2004   |                                                                                     | „“                                      | Витакер                             |
| 2003   | Браћа Ворнер                                                                        | „“                                      | Кључар                              |
| 2000   |                                                                                     | „“                                      | Фан ван Тронг                       |
| 2000   | (сниман у Сингапуру и Прагу)                                                        | „The Lost Empire“ (познат и под називом The Monkey King)              | Шу                                  |
| 1999   | , (сниман у Малезији)                                                               | „Ана и краљ“                            | Генерал Алак                        |
| 1997   | Коламбија пикчерс                                                                   | „“                                      | Алан Чан                            |
| 1995   | (једна од двије главне улоге, скупа са Џоном Хертом; сниман у Тајланду и Енглеској) | „“                                      | Нагасе Такаши                       |